# Coprob
COPROB s.c.a. (acronimo di "Cooperativa Produttori Bieticoli") è una società cooperativa italiana operante nel settore bieticolo e saccarifero con sede a Minerbio (BO), in Emilia-Romagna. Tratta 284.000 tonnellate annue di zucchero, pari al 56% della quota di produzione nazionale e gestisce l'unica filiera totalmente italiana rimasta attiva nel settore dopo la riforma della PAC dei primi anni 2000. Svolge inoltre varie attività di sperimentazione agraria e formazione su Beta vulgaris var. saccharifera.

## Storia
La storia di COPROB inizia il 21 dicembre 1962 a Bologna presso la sede centrale dell'Ente per la colonizzazione del Delta Padano grazie all'iniziativa promossa dall'On.le Giovanni Bersani che coinvolse 30 coltivatori diretti, 22 cooperative bracciantili del C.I.C.A. (Consorzio Interprovinciale Cooperative Agricole) e a cui si unirono, successivamente, le diverse forze del mondo agricolo quali l'Unione Provinciale delle Cooperative, la Federazione dei Coltivatori Diretti e l'Unione degli Agricoltori.
Nel 1967 entra in vigore il Regolamento CEE che modifica profondamente il mercato dello zucchero con l'introduzione ed il contingentamento delle quote interne nazionali di produzione.
Nel 1975 l'Ente per la colonizzazione del Delta Padano esce dalla base sociale di COPROB e nel 1976 viene deliberata l'adesione alla Confcooperative. Il 21 dicembre 1992, 30 anni dopo la sua costituzione, COPROB si aggiudica l'asta per l'acquisizione dello stabilimento di Ostellato (FE). Nel settembre 2001 si ufficializza l'accordo con Sadam (a cui successivamente si unirà anche Finbieticola) per l'acquisizione al 50% di Eridania Beghin Say, la cui vendita viene formalizzata nell'aprile 2002 alla società SACOFIN, pariteticamente partecipata da COPROB, SADAM e Finbieticola. Nel dicembre dello stesso anno viene costituita Italia Zuccheri SpA, partecipata al 50% da COPROB e Finbieticola che assume la proprietà e gestione di cinque zuccherifici acquisiti da Eridania.
A seguito della riforma dell'OCM zucchero (Regg. CE 318, 319 e 320 del 28 febbraio 2006), nel 2006 avviene la ristrutturazione del settore bieticolo saccarifero nazionale con conseguente cessazione dell'attività negli zuccherifici di Finale Emila (MO), Bondeno (FE), Casei Gerola (PV), Porto Viro (RO) di Italia Zuccheri e di Ostellato (FE) di COPROB.
Il 1º dicembre 2006 il gruppo COPROB - Italia Zuccheri sigla una joint venture con un importante produttore di zucchero a livello europeo, la tedesca "Pfeifer & Langen", dando vita a "Italia Zuccheri Commerciale" con lo scopo di commercializzare e distribuire sul territorio nazionale il portafoglio prodotti a lei affidato dai due soci produttori. Nel luglio 2008 viene siglato l'accordo con Finbieticola per la scissione di Italia Zuccheri e COPROB acquisisce lo stabilimento produttivo di Pontelongo (PD) e gli stabilimenti da riconvertire di Finale Emilia (MO) e Porto Viro (RO). Finbieticola entra nella compagine della cooperativa come socio finanziatore, così come Fondosviluppo, la società di promozione cooperativa di Confcooperative. Nel 2011 si concluderà l'operazione societaria con l'incorporazione di Italia Zuccheri in COPROB e conseguente concentrazione nella cooperativa del core business relativo alla produzione dello zucchero di barbabietola.
Negli anni 2010 COPROB avvia con successo le sue prime produzioni biologiche e certificate SQNPI (Sistema di Qualità Nazionale Produzione Integrata) di barbabietola da zucchero e bandisce totalmente l'uso di neonicotinoidi per la concia delle sue sementi conseguendo l'approvazione "amica delle api" da parte di Legambiente.
Nel 2019 Italia Zuccheri diventa l'unico fornitore di zucchero a marchio Despar sul territorio nazionale.
Nel 2022 avviene lo stesso con Conad.
Lo zucchero di entrambe le catene di supermercati viene prodotto e confezionato a Pontelongo (PD) ed è distribuito in tutto il paese.
Al 2023-2024 la cooperativa vanta quasi 4.000 soci coltivatori (a cui si aggiungono altri 2.500 conferitori di materia prima) che producono 160.000 tonnellate di zucchero italiano di barbabietola in un bacino bieticolo di oltre 30.000 ettari compreso tra Emilia-Romagna, Veneto, Marche, Piemonte, Lombardia e Friuli-Venezia Giulia con un fatturato consolidato di 269 milioni di € e un utile netto di 4.1 milioni di €.

## Struttura societaria
Il gruppo COPROB è costituito da:
- COPROB s.c.a., società cooperativa aderente a Confcooperative, costituita da 3.992 (nel 2023) soci in Emilia-Romagna e Veneto. Ad essa fanno capo le attività di produzione dello zucchero (e relativi sottoprodotti) mediante la trasformazione della materia prima (barbabietole) fornita dai propri soci. È la holding del gruppo.
  - Italia Zuccheri Commerciale Srl (50,1% COPROB) è la società che gestisce sul mercato nazionale le attività commerciali ed il marchio Italia Zuccheri. Copre il 22% del mercato con la produzione saccarifera italiana, di cui l'80% destinato all'industria alimentare e delle bevande ed il restante ad artigiani, pasticcieri, gelatai e GDO.
  - AgroEnergia IZ Spa (100% COPROB) si occupa della riconversione degli ex zuccherifici di Finale Emilia, e Porto Viro in impianti per la produzione di energia elettrica da fonti rinnovabili (polpe esauste di barbabietola da zucchero), nonché della gestione e valorizzazione del patrimonio immobiliare del Gruppo.[19]

## Stabilimenti
Il Gruppo opera attraverso i due stabilimenti produttivi di Minerbio (BO) e Pontelongo (PD), che sono situati negli stessi comprensori bieticoli che forniscono loro la materia prima. Si tratta degli unici due zuccherifici attualmente attivi in Italia: prima della riforma della PAC, avvenuta tra la fine degli anni '90 e i primi anni 2000, erano infatti presenti numerosi stabilimenti (ora chiusi o riconvertiti) sparsi su tutto il territorio nazionale.
La conservazione dei due impianti situati nella pianura dell'Emilia-Romagna e del Veneto è stata dettata, come in molte altre realtà bieticole europee, dalla necessità tecnica di utilizzare il prodotto proveniente dai campi verso i siti di lavorazione in tempi brevi, poiché se passasse troppo tempo dalla raccolta delle radici all'estrazione dello zucchero il saccarosio in esse presente sarebbe rapidamente consumato dalle cellule e dai tessuti della barbabietola. Essendo le due regioni le principali aree produttive italiane, la scelta è ricaduta sulle strutture esistenti in loco.
Nei due zuccherifici si concentra la produzione della quota saccarifera del Gruppo ed il confezionamento del prodotto. Ad essi sono affiancati i siti logistici di Argelato (BO), Finale Emilia (MO), Porto Viro (RO) e Ostellato (FE).
Nel 2024 Coprob annuncia investimenti allo stabilimento di Pontelongo (PD) per un valore di circa 1,3 milioni di euro. Gli interventi mirano ad aumentare la capacità di ricevimento delle barbabietole ottimizzando i tempi di consegna e garantendo un approvvigionamento costante all'impianto veneto.